# فرانسيس باركر يوكي
فرانسيس باركر يوكي (بالإنجليزية: Francis Parker Yockey) محامي أمريكي من النازيين الجدد، كان من المحامين الذين أوكل إليهم في عام 1946 مهمة إعادة النظر في محاكم نورمبرغ، وأظهر أثناء عمله امتعاضا كبيرا مما وصفه بانعدام النزاهة في جلسات المحاكمات، ونتيجة لانتقاداته المستمرة تم طرده من منصبه بعد عدة أشهر في نوفمبر 1946. في عام 1953 قابل يوكي الرئيس المصري السابق جمال عبد الناصر وعمل لفترة في وزارة الإعلام المصرية وكانت كتاباته معادية لدولة إسرائيل.

## روابط خارجية
- فرانسيس باركر يوكي على موقع إن إن دي بي (الإنجليزية)